# Johann Heinrich Völlmar
Johann Heinrich Völlmar (Groß-Keula, Schwarzburg-Sondershausen, 29 mei 1822 - Den Haag, 14 mei 1898) was een Nederlands dirigent ven Duitse komaf.
Hij was zoon van landbouwer en linnenverver Heinrich Christoph Völlmar en Anna Marie Thiel. Hijzelf trouwde op dertigjarige leeftijd in 1852 met Megchelina Johanna Roermeester, onder de getuigen was cellist Joseph Giese. Zonen Henri Völlmar (pianist) en Gerard Vollmar (cellist) waren eveneens musicus.
Johann Heinrich Völlmar was voornamelijk bekend als de derde dirigent van de Koninklijke Militaire Kapel "Johan Willem Friso", na François Dunkler sr. en François Dunkler jr. in 1878  Hij was al langere tijd klarinettist en tweede dirigent bij genoemd orkest. Door zijn zwakke gezondheid moest hij net als zijn voorganger vaak verstek laten gaan. Zijn absentie moest opgevangen worden door diverse orkestleden. Zoals gebruikelijk zou hij eigenlijk bevorderd moeten worden, maar dat bracht zijn nevenfunctie in gevaar. Hij was namelijk tussen 1864 en 1894 docent klarinet aan de Koninklijke Muziekschool in Den Haag; geen vaste aanstelling want dat mocht niet vanwege zijn militaire achtergrond. Voor die promotie zou hij ook moeten functioneren als componist of arrangeur, maar hij kon dat vaktechnisch niet. Na de viering van zijn 40-jarig bestaan in de muziek in 1882 werd hij in 1888 opgevolgd door Willem van der Linden. Al die jaren viel hij wel eens in voor collega Franz Botgorschek bij de zogenaamde Badhuisconcerten in Scheveningen. Van hem zijn eigenlijk alleen een Feestmars en de Prinses Wilhelminamars bekend. Hij bespeelde in zijn betere jaren ook wel altviool bij het orkest van de Franse Opera in Den Haag.
Hij kreeg last van verlammingsverschijnselen. Hij werd begraven op Oud Eik en Duinen. Hij was in het bezit van de zilveren medaille behorende bij de Orde van de Eikenkroon.